# Centropyge nox
Centropyge nox е вид бодлоперка от семейство Pomacanthidae. Видът не е застрашен от изчезване.

## Разпространение и местообитание
Разпространен е в Австралия, Вануату, Индонезия, Малайзия, Микронезия, Нова Каледония, Палау, Папуа Нова Гвинея, Провинции в КНР, Соломонови острови, Тайван, Тонга, Фиджи, Филипини, Хонконг и Япония.
Обитава морета, лагуни и рифове в райони с тропически климат. Среща се на дълбочина от 3 до 70 m, при температура на водата от 27,1 до 29,3 °C и соленост 34,1 – 34,6 ‰.

## Описание
На дължина достигат до 10 cm.
Популацията на вида е стабилна.